# خیابان (فیلم ۱۹۹۱)
خیابان (به هندی: Sadak) فیلمی محصول سال ۱۹۹۱ و به کارگردانی ماهش بات است. در این فیلم بازیگرانی همچون سانجی دات، پوجا بات، دیپاک تیجوری، شاداشیو آمرپورکار، نیلیما عظیم ایفای نقش کرده‌اند. خیابان با نگاهی به فیلم راننده تاکسی (۱۹۷۶) ساخته شده‌است.
ادامه این فیلم در سال ۲۰۲۰ با عنوان خیابان ۲ اکران شد.

## خلاصه داستان
راوی یک راننده جوان و پریشان است که به‌طور مداوم رانندگی می‌کند تا گذشته تلخ خود را فراموش کند. یک شب وی به‌طور اتفاقی با پوجا آشنا شده و به او دل می‌بندد. پدر پوجا بخاطر مشکلات مالی او را به یک فاحشه خانه می‌فروشد که رئیس آنجا فردی بنام ماهارانی است. راوی به اتفاق دوستانش سعی می‌کنند تا پوجا را از چنگ ماهارانی نجات دهند ولی ماهارانی تمام آنها را یک به یک می‌کشد و راوی متوجه می‌شود که او همان کسی است که چند سال پیش خواهرش را کشته و…

## جوایز
- جایزه بهترین بازیگر نقش منفی از جشنواره فیلمفیر برای ساداشیو آمراپورکار